# Live in Japan '78
Live in Japan '78 est un album en public de Count Basie.

## Titres
1. The Heat's On (Sammy Nestico) – 3:13
2. Freckle Face (Nestico) – 5:39
3. Ja-Da (Bob Carlton) – 5:28
4. Things Ain't What They Used to Be (Mercer Ellington, Ted Persons) – 3:56
5. A Bit of This and a Bit of That (Count Basie, Wood) – 3:41
6. All of Me (Gerald Marks, Seymour Simons) – 3:06
7. Shiny Stockings (Frank Foster) – 4:37
8. Left Hand Funk (Nestico, Jeff Steinberg) – 5:51
9. John the III (Bobby Plater) – 3:56
10. Basie (Ernie Wilkins) – 4:52
11. Black Velvet (Illinois Jacquet, Nestico) – 3:54
12. Jumpin' at the Woodside (Basie, Jon Hendricks) – 3:20

## Musiciens
The Count Basie Orchestra
- Count Basie - piano
- Sonny Cohn - trompette
- Pete Minger
- Waymon Reed
- Norman Smith, Jr.
- Dennis Wilson - trombone
- Alonzo Wesley, Jr.
- Bill Hughes
- Mel Wanzo
- Bobby Plater - saxophone alto
- Danny Turner
- Eric Dixon - saxophone ténor
- Kenny Hing
- Charlie Fowlkes - saxophone baryton
- John Clayton - contrebasse
- Freddie Green - guitare
- Butch Miles - batterie